# Grand Rapids (Ohio)
Grand Rapids és una població dels Estats Units a l'estat d'Ohio. Segons el cens del 2000 tenia 1.002 habitants.

## Demografia
Segons el cens del 2000, Grand Rapids tenia 1.002 habitants, 402 habitatges, i 266 famílies. La densitat de població era de 773,7 habitants per km².
Dels 402 habitatges en un 32,8% hi vivien nens de menys de 18 anys, en un 53,2% hi vivien parelles casades, en un 9% dones solteres, i en un 33,6% no eren unitats familiars. En el 28,4% dels habitatges hi vivien persones soles l'11,2% de les quals corresponia a persones de 65 anys o més que vivien soles. El nombre mitjà de persones vivint en cada habitatge era de 2,42 i el nombre mitjà de persones que vivien en cada família era de 2,98.
Per edats la població es repartia de la següent manera: un 24,9% tenia menys de 18 anys, un 7,8% entre 18 i 24, un 31,8% entre 25 i 44, un 21,7% de 45 a 60 i un 13,9% 65 anys o més.
L'edat mediana era de 35 anys. Per cada 100 dones de 18 o més anys hi havia 88,7 homes.
La renda mediana per habitatge era de 42.014 $ i la renda mediana per família de 50.982 $. Els homes tenien una renda mediana de 35.357 $ mentre que les dones 25.000 $. La renda per capita de la població era de 19.796 $. Aproximadament el 2,6% de les famílies i el 5,7% de la població estaven per davall del llindar de pobresa.

## Poblacions més properes
El següent diagrama mostra les poblacions més properes.